# Рыжевой
Рыжевой —  хутор в Шенталинском районе Самарской области России. Входит в состав сельского поселения Артюшкино.

## Население
Население Рыжевого в 1970-е годы составляло около 200 жителей. В связи с резким снижением объемов заготовки и переработки древесины, вызванного сокращением площади спелых лесов, население хутора с 70-х годов стало сокращаться.
| 2010 |
| ---- |
| 7    |

## Экономика
Наибольшее развитие он получил в 1960-е годы. Основной вид деятельности населения — работа в Тархановском лесопункте и Тархановском лесничестве Шенталинского леспромхоза по заготовке и переработке леса. В эти годы здесь имелась восьмилетняя общеобразовательная школа (впоследствии переведенная в 1964 году на разъезд Кондурча), детский сад, сельский клуб, магазин. В хуторе располагалась контора Тархановского лесничества.
В настоящее время на территории населенного пункта разместилась охотничья база Ассоциации правоохранительных органов «Сотер» (Самарская область).